# Рівер-Пайнс (Каліфорнія)
Рівер-Пайнс (англ. River Pines) — переписна місцевість (CDP) в США, в окрузі Амадор штату Каліфорнія. Населення — 390 осіб (2020).

## Географія
Рівер-Пайнс розташований за координатами 38°32′44″ пн. ш. 120°44′51″ зх. д. / 38.54556° пн. ш. 120.74750° зх. д. (38.545423, -120.747469).  За даними Бюро перепису населення США в 2010 році переписна місцевість мала площу 0,95 км², уся площа — суходіл.

## Демографія
Згідно з переписом 2010 року, у переписній місцевості мешкало 379 осіб у 157 домогосподарствах у складі 99 родин. Густота населення становила 400 осіб/км².  Було 200 помешкань (211/км²).
Расовий склад населення:
| - 85,5 % — білих - 1,3 % — корінних американців - 1,1 % — азіатів - 2,1 % — осіб інших рас |

До двох чи більше рас належало 10,0 %. Частка іспаномовних становила 8,2 % від усіх жителів.
За віковим діапазоном населення розподілялося таким чином: 21,4 % — особи молодші 18 років, 66,5 % — особи у віці 18—64 років, 12,1 % — особи у віці 65 років та старші. Медіана віку мешканця становила 45,6 року. На 100 осіб жіночої статі у переписній місцевості припадало 84,0 чоловіків;  на 100 жінок у віці від 18 років та старших — 96,1 чоловіків також старших 18 років.
Середній дохід на одне домашнє господарство  становив 48 240 доларів США (медіана — 49 750), а середній дохід на одну сім'ю — 52 629 доларів (медіана — 54 196). 
Цивільне працевлаштоване населення становило 132 особи. Основні галузі зайнятості: роздрібна торгівля — 57,6 %, освіта, охорона здоров'я та соціальна допомога — 30,3 %, будівництво — 12,1 %.